# Amblygaster sirm
Amblygaster sirm (Walbaum, 1792) è un pesce osseo marino appartenente alla famiglia Clupeidae.

## Descrizione
L'aspetto generale di questa specie è quello tipico dei clupeidi come la comune sardina. Una caratteristica abbastanza peculiare di A. sirm è la presenza di punti dorati, da 10 a 20, lungo i fianchi della maggior parte degli individui. Dopo la morte del pesce (e soprattutto in quelli conservati in etanolo o formalina) questi punti diventano neri.
Raggiunge la lunghezza massima di 27 cm, la taglia media non supera i 20 cm.

## Distribuzione e habitat
Indo-Pacifico tropicale compreso il mar Rosso ad est fino all'Australia e le Figi e a nord fino a Okinawa. In testi degli anni '60 e '70 viene riportata la sua presenza come specie lessepsiana nel mar Mediterraneo orientale ma si tratta di confusione con Sardina pilchardus. Questa specie, dunque, non è nota nel Mediterraneo. Si tratta di una specie pelagica costiera frequente nelle lagune degli atolli.

## Biologia
Vive fino a 8 anni. Gregaria, forma densi banchi.

### Alimentazione
Si nutre di zooplancton (copepodi, larve di crostacei e molluschi bivalvi e gasteropodi) e di fitoplancton (soprattutto dinoflagellati come Peridinium e Ceratium).

## Pesca
Si tratta di una specie importante per la pesca commerciale. Viene spesso utilizzata come esca per i tonni.